# Elizabeth Cook
Elizabeth Cook (Wildwood (Florida), 18 juli 1972) is een Amerikaanse countrymuzikante (zang, gitaar, mandoline) en radiopresentator. Ze is sinds haar debuut op 17 maart 2000 meer dan 400 keer verschenen bij de Grand Ole Opry, ondanks dat ze geen lid was. Cook was de dochter van een hillbillyzangeres, die getrouwd was met een moonshiner die zijn contrabas speelde in een gevangenisband. Ze was vrijwel onbekend voor de popmassa, voordat ze een debuutoptreden maakte in Late Show with David Letterman in juni 2012. The New York Times noemde haar een afgetekende en verrassende countryzangeres en een eigenzinnige traditionalist.

## Biografie

### Jeugd
Cook was de jongste van 11 kinderen. Haar moeder Joyce speelde mandoline en gitaar en trad op op radio en lokale televisie. Haar vader Thomas speelde ook strijkinstrumenten. Hij verbeterde zijn vaardigheden met het spelen van de contrabas in de gevangenisband van de Atlanta Federal Penitentiary, terwijl hij tijd doorbracht voor het smokkelen van moonshine. In de gevangenis leerde hij lassen. Cook zou haar album uit 2010 Welder noemen. Na zijn vrijlating uit de gevangenis begonnen hij en Joyce samen te spelen in lokale countrybands. Op 4-jarige leeftijd stond Elizabeth met hen op het podium en zong ze materiaal als Daydreams About Night Things van songwriter John Schweers, een hit uit 1975 voor Ronnie Milsap. Op 9-jarige leeftijd formeerde ze een band. Cook studeerde in 1996 af aan de Georgia Southern University met tweevoudige diploma's in Accounting en Computer Information Systems.

## Carrière
Cook verhuisde in 1996 naar Nashville (Tennessee) om te werken voor PricewaterhouseCoopers. Ze kreeg een publicatie en bracht in 2000 The Blue Album uit, dat demo-opnamen bevatte die ze in Nashville had gemaakt. In 2002 maakte ze haar majorlabel debuut Hey Y'all voor Atlantic Records, wat geen succes was. Na een poging tot co-writing, vroeg Cook om ontbinding van haar contract. Een voorgenomen deal met Sony Records mislukte vervolgens.
In 2004 bracht ze This Side Of The Moon uit, dat uiteindelijk werd opgehaald door het label Thirty Tigers. Het ontving positieve beoordelingen van The New York Times en No Depression. Het door Rodney Crowell geproduceerde Balls, dat de song Sometimes It Takes Balls to Be a Woman bevatte en dat ze had geschreven met songwriter Melinda Schneider, werd uitgebracht in mei 2007. Welder verscheen met optredens van Dwight Yoakam, Crowell en Buddy Miller.
Cook toerde in Amerika, evenals in Zuid-Korea, Japan, Noorwegen, Zweden, Polen, Frankrijk en het Verenigd Koninkrijk. Ze verscheen op het Cambridge Folk Festival, het Maverick Festival en de Borderline in Londen. Ze bleef de Grand Ole Opry spelen en maakte meer dan 400 optredens, de meeste als niet-lid van het radioprogramma. Ze toerde door het Verenigd Koninkrijk ter ondersteuning van Welder en voerde 18 afspraken uit met haar toenmalige echtgenoot, gitarist en songwriter Tim Carroll en haar bassist Bones Hillman, voorheen van Midnight Oil.
Cook werd uitgenodigd door de Atlanta Braves om het volkslied te zingen voor hun thuisopening op 8 april 2011. Op aanraden van Paul Shaffer werd Cook in augustus 2011 uitgenodigd als gast in de Late Show met David Letterman, waar ze sprak over satellietradio en het opgroeien in Florida. Ze overwoog de hoofdrol te spelen in een CBS-sitcom over een alleenstaande moeder wier leven wordt verstoord door de komst van haar criminele vader, maar de show is nooit tot stand gekomen. In juni 2012 keerde Cook terug naar de Late Show om op te treden met Jason Isbell. Het tijdschrift American Songwriter merkt op dat ze covers van Pancho and Lefty en Tecumseh Valley van Townes Van Zandt zongen. Op 14 maart 2013 verscheen ze voor de derde keer in de Late Show met David Lettermanen en werd ze geïnterviewd door Letterman. Ze werkte uitgebreid met Carlene Carter op Carters tiende studioalbum Carter Girl. Op 2 juni 2014 verscheen ze voor de vierde keer in de Late Show met David Letterman, met een uitvoering van Pale Blue Eyes van Lou Reed. In 2016 bracht Cook haar zesde studioalbum Exodus of Venus uit.

### Radio show
Cook organiseert het middagprogramma Elizabeth Cook's Apron Strings op het Sirius XM-radiostation Outlaw Country. Cook werd genomineerd voor twee Ameripolitan Music Awards voor haar radiowerk.

## Privéleven
Nadat Welder was vrijgelaten, scheidden zij en Carroll en verloor zij haar familieboerderij. Bovendien stierven haar vader, moeder, broer, schoonmoeder en zwager tijdens deze periode. Ze annuleerde een aanstaande tournee en ging revalideren.

## Awards en nominaties
- 2007: Americana Music Awards – Song of the Year – Sometimes, It Takes Balls to Be a Woman (nominatie)
- 2011: Americana Music Awards – Album of the Year – Welder (nominatie)
- 2011: Americana Music Awards – Song of the Year – El Camino (nominatie)
- 2011: Americana Music Awards – Artist of the Year – Elizabeth Cook (nominatie)
- 2014: Ameripolitan Music Awards – Outlaw Female – Elizabeth Cook (gewonnen)
- 2015: Ameripolitan Music Awards – DJ – Elizabeth Cook – Sirius XM Outlaw (nominatie)
- 2016: Ameripolitan Music Awards – DJ – Elizabeth Cook – Sirius XM Outlaw (nominatie)

## Discografie

### Singles
- 2002:	Stupid Things
- 2004:	Before I Go That Far
- 2004: Heather Are You with Me Tonight
- 2005:	Ruthless
- 2007:	Sometimes It Takes Balls to Be a Woman
- 2008:	Sunday Morning
- 2010:	All The Time
- 2012:	Leather & Lace (met Aaron Watson)
- 2013: Tecumseh Valley (met Jason Isbell, cover van Townes Van Zandt)

### Albums
- 2000: The Blue Album
- 2000: Hey, Y'all (Warner Bros. Records)
- 2005: This Side of the Moon (Hog Country)
- 2007: Balls (31 Tigers Records)
- 2010: Welder (31 Tigers Records)
- 2016: Exodus of Venus (Agent Love Records)

### Ep's
- 2012: Gospel Plow (31 Tigers Records)

### Gastoptredens
- 2007:	The Great Atomic Power (met The Grascals) – verschillende artiesten – Song of America (compilatiealbum)
- 2012:	Leather and Lace (met Aaron Watson) – verschillende artiesten – Hearts Across Texas (compilatiealbum)
- 2013:	Feels So Right (met Todd Snider) – verschillende artiesten – High Cotton: A Tribute to Alabama (compilatiealbum)
- 2014:	Blackie's Gunman Carlene Carter – Carter Girl – ook achtergrondzang op de nummers 1, 5, 6 en 10
- 2015:	I Had Someone Else Before I Had You	Asleep at the Wheel – Still the King: Celebrating the Music of Bob Wills and His Texas Playboys
- 2016:	From Here to the Blues Doug Seegers – Walking on the Edge of the World
- 2016:	If Teardrops Were Pennies Buddy Miller – Cayamo Sessions at Sea (livealbum)

### Muziekvideo's
- 2002:	Stupid Things
- 2005:	Before I Go That Far
- 2007:	Sometimes It Takes Balls to Be a Woman
- 2008:	Sunday Morning
- 2010:	All the Time
- 2012:	Rock n Roll Man

## Live-radio-optredens
- Bob Harris Country, BBC Radio 2, July 8, 2010. Cook performed 3 songs live: All The Time, El Camino, My Heroin Addict Sister.
- The Back Road Radio Show, Indianapolis, IN 91.9FM WITT, Cook did a Live Interview/>

- Gemeinsame Normdatei: 13768276X
- International Standard Name Identifier: 0000 0000 5556 0786
- Library of Congress Control Number: no2003061919
- MusicBrainz: 5e4459bc-ecdc-40a8-9728-3f86b27bb5df
- Nationale Bibliotheek van Tsjechië: xx0194411
- Virtual International Authority File: 21833703
- WorldCat: E39PBJp9ycMCcD9QfjJQf9xqwC